# Kasper Bai
Kasper Bai er en dansk guitarist og komponist, født 1974 i Hjørring Uddannet på Det Jyske Musikkonservatorium i 1996-2001 og 2005-2007 med rytmisk musiklærereksamen og diplomeksamen i guitar, samt rytmisk solistklasse i komposition og guitar.
Leder grupperne Kasper Bai Orchestet, Kasper Bai Kvartet og Cordelia.
Medlem af Plamage, Aggerbæk Kvintet, Løgn, Järv, Aarhus Composer Ensemble (ACE) m.fl. 
Har endvidere komponeret talrige værker for symfoniorkestre, bigbands, kor, kammerensembler m.m., samt arbejder som arrangør, dirigent og underviser.